# Melaleuca filifolia
Melaleuca filifolia är en myrtenväxtart som beskrevs av Ferdinand von Mueller. Melaleuca filifolia ingår i släktet Melaleuca och familjen myrtenväxter.
Artens utbredningsområde är Western Australia. Inga underarter finns listade i Catalogue of Life.